# Ouge
Ouge är en kommun i departementet Haute-Saône i regionen Bourgogne-Franche-Comté i östra Frankrike. Kommunen ligger i kantonen Vitrey-sur-Mance som tillhör arrondissementet Vesoul. År 2022 hade Ouge 108 invånare.

## Befolkningsutveckling
Antalet invånare i kommunen Ouge
| Referens: INSEE |